# Chuck Hagel
Charles "Chuck" Timothy Hagel (* 4. října 1946 North Platte, Nebraska) je bývalý americký republikánský politik. Mezi lety 1997 a 2009 zastával pozici v Senátu USA a poté byl mezi lety 2013 až 2015 ministrem obrany USA. V minulosti byl též profesorem na Edmund A. Walsh School of Foreign Service, která je součástí Georgetownské univerzity. Během své služby v armádě se zúčastnil války ve Vietnamu. Ze dvou manželství má dvě děti.

## Vyznamenání
- Purpurové srdce (USA) – uděleno dvakrát
- Army Commendation Medal (USA)
- velkodůstojník Řádu za zásluhy Polské republiky (Polsko, 2007)[2]
- Kříž za statečnost (Jižní Vietnam)